# Giebel
Giebel är ett obebott kommunfritt område i Landkreis Gifhorn i förbundslandet Niedersachsen i Tyskland. I området ligger naturreservatet Giebelmoor och en del av naturreservatet Nördlicher Drömling.